# Ina Coolbrith
Ina Donna Coolbrith (Nauvoo, 10 marzo 1841 – Oakland, 29 febbraio 1928) è stata una poetessa, scrittrice e giornalista statunitense nota soprattutto per essere stata la prima poetessa laureata in uno degli Stati Uniti, precisamente la California.
A conferirle tale riconoscimento è stato Benjamin Ide Wheeler, direttore dell'università della California, poi nel 1919 il Senato glielo ha confermato.
Si è trattato, comunque, più in generale di una figura centrale della cultura californiana del suo tempo: ha infatti creato attorno a sé un giro d'amicizie che comprendeva scrittori ancora oggi molto conosciuti, come ad esempio Jack London, per il quale è stata praticamente una figura materna. Ha pertanto ricevuto più riconoscimenti. Alcuni le sono stati attribuiti da movimenti femministi: nel 1893, ad esempio, il World's Congress of Representative Women, parte della Fiera Colombiana di Chicago la celebra come poetessa, dopo aver declamato i versi composti per l'occasione, ispirati ad una statua di Isabella di Castiglia realizzata da Harriet Hosmer ed esposta al padiglione californiano. Oggi è sepolta al cimitero di Mountain View.

## Biografia
Nipote di Joseph Smith, fondatore dei Mormoni, si rifiuta di vivere in comunità e, intrapresa la carriera letteraria, si mantiene dapprima lavorando come bibliotecaria per lo Stato, subentrando a John Vance Cheney. Dopo un primo licenziamento, è successivamente assunta come bibliotecaria al Bohemian Club di San Francisco. In questa occasione conosce Charles Warren Stoddard e Bret Harte, con i quali costituisce il gruppo di letterati noto come "The Golden Gate Trinity" e collabora alla stesura della rivista Overland Monthly. Per questa la Coolbrith è il corrispettivo di Celia Thaxter per la rivista The Atlantic Monthly; forse ne è consapevole: dedica infatti alla memoria della Thaxter la poesia The Singer of the Sea. Collabora tuttavia anche con la rivista The Land of Sunshine, fondata da Charles Fletcher Lummis.
Grazie a questo circolo l'appariscente ed esuberante Joaquin Miller ottiene visibilità e la possibilità d'intraprendere il viaggio in Inghilterra che lancia l'interesse letterario per questa zona d'oltreoceano. Favorisce inoltre l'ascesa al successo di Gelett Burgess, Laura Redden Searing e, una volta diventata editrice, di Daniel O'Connell, del quale pubblica le Songs from Bohemia.
Songs from the Golden Gate, la sua seconda raccolta, riscuote un discreto successo anche tra le recensioni londinesi. In tale raccolta riproduce in versi le impressioni suscitate dalle opere del pittore William Keith.
Scrive una storia della Letteratura californiana, ma tutte le copie si sono perse nel terremoto del 1906. Ormai vecchia, alcuni intellettuali del suo circolo si mobilitano affinché ottenga una pensione dallo Stato: tra questi ci sono gli scrittori Frank Norris, Mary Hallock Foote e Mary Hunter Austin, i quali scrivono alcuni racconti per un lavoro comune, un libro la cui pubblicazione interessa tutto lo "Spinners' Club" e dai cui ricavi intendono ottenere la pensione, rifiutata dallo Stato; il poeta George Sterling, invece, compone una prima parte in versi, mentre l'incisore Maynard Dixon si occupa delle illustrazioni.
Nel 1915, in occasione della Panama–Pacific International Exposition, è nominata presidentessa del comitato giornalistico. In questa occasione conquista la simpatia di James D. Phelan, il quale la definisce la nota più dolce della California. Il 2 novembre, alla Panama–California Exposition di San Diego, è dedicato un giorno intero alla lettura delle sue poesie, perlopiù declamate da George Wharton James e talvolta accompagnate al piano, quando adattate, dalla pianista Amy Beach.
Nel 1923 Edwin Markham, uno dei suoi amici più intimi, si reca a farle visita all'Hotel Latham di New York, dove nel frattempo si è trasferita. Resosi conto della salute precaria e dell'età avanzata, chiede a Lotta Crabtree di convincerla a tornare in California. Così la Coolbrith si stabilisce a Berkeley. Qui sono in molti a farle occasionalmente visita: Ansel Adams, ad esempio, il quale le scatta una foto poi diventata famosa.
La sua poesia, che s'ispira a Robert Frost e all'Imagismo, ha ricevuto apprezzamenti da Mark Twain, Alfred Tennyson e soprattutto da Ambrose Bierce, con il quale ha però avuto un'amicizia travagliata che è culminata in una rottura, anche professionale: le critiche di quello, infatti, sono diventate improvvisamente negative. Di lei Longfellew ha invece detto, dopo aver letto la raccolta A Perfect Day, and Other Poems, di sapere che fosse l'unica vera poetessa della California. Sempre riguardo a questa raccolta, Edward Rowland Sill, Class Poet dell'università di Yale, ha scritto una lettera che è stata poi integrata come prefazione alla seconda edizione. Anche Whittier ne è rimasto favorevolmente impressionato. Inoltre, ha intrattenuto una fitta corrispondenza con quasi tutti i grandi intellettuali statunitensi dell'epoca: uno per tutti è George Meredith.

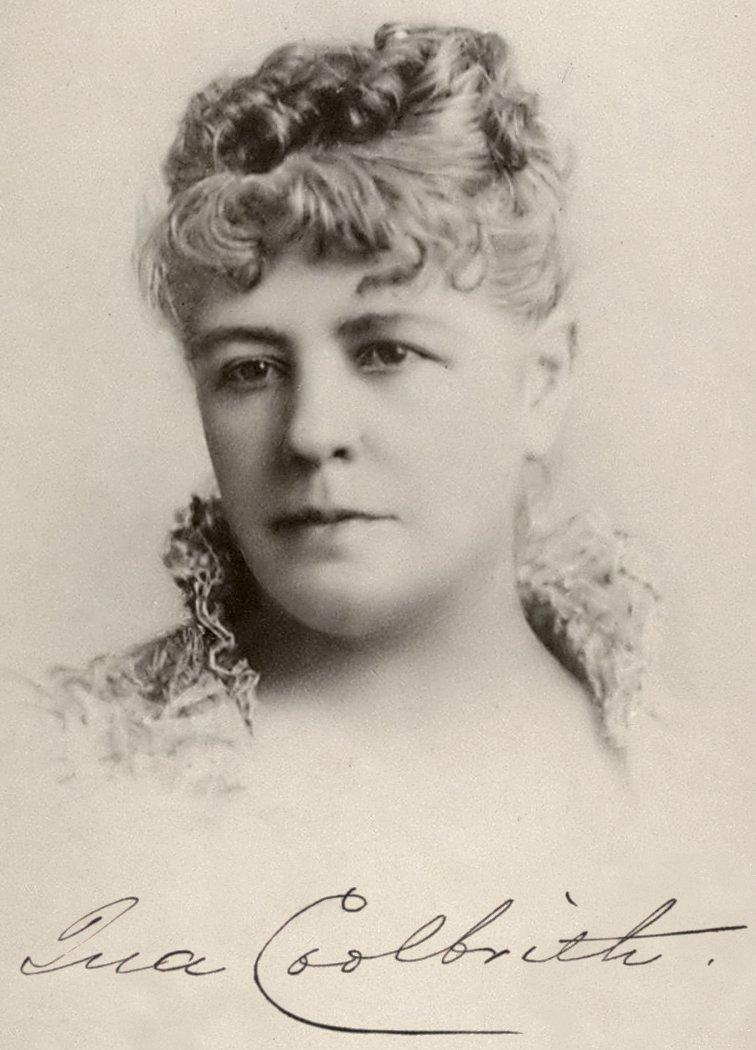